# Мосцичкі
Мосцичкі (пол. Mościczki, нім. Blumberger Bruch) — село в Польщі, у гміні Вітниця Ґожовського повіту Любуського воєводства.
Населення — 150 осіб (2011).
У 1975-1998 роках село належало до Гожовського воєводства.

## Демографія
Демографічна структура станом на 31 березня 2011 року:
|          | Загалом | Допрацездатний вік | Працездатний вік | Постпрацездатний вік |
| -------- | ------- | ------------------ | ---------------- | -------------------- |
| Чоловіки | 75      | 12                 | 60               | 3                    |
| Жінки    | 75      | 15                 | 44               | 16                   |
| Разом    | 150     | 27                 | 104              | 19                   |